# Ve den, der lyver
|  | Denne artikel er oprettet af botten PalnaBot ud fra en ekstern database. Den kan derfor have sproglige fejl eller mangler. Denne skabelon kan fjernes efter kontrol af indholdet. |

Ve den, der lyver er en kortfilm instrueret af George Schnéevoigt efter manuskript af Paul Sarauw.

## Handling
Første danske tonefilmforsøg. Sketch af Paul Sarauw.